# José Elito Carvalho Siqueira
José Elito Carvalho Siqueira GCMM • GOM (Aracaju, 26 de novembro de 1946) é um general-de-exército brasileiro, ex-ministro-chefe do Gabinete de Segurança Institucional da Presidência da República.

## Biografia
Graduou-se aspirante-a-oficial de infantaria em 1969, na Academia Militar das Agulhas Negras (AMAN) e exerceu inúmeras funções de destaque, dentre elas como coronel a de Comandante da Polícia Militar do Estado de Sergipe, Adido do Exército à Embaixada do Brasil na África do Sul e chefe da segurança presidencial no governo de Fernando Henrique Cardoso.
Em 2002, como general de brigada combatente, foi nomeado diretor de Avaliação e Promoções do Exército pelo presidente Fernando Henrique Cardoso. Em março de 2003, foi promovido ao posto de general de divisão combatente pelo presidente Luiz Inácio Lula da Silva.
Entre 2004 e 2006, foi o sucessor do general Luiz Henrique Moura Barreto como comandante da 6.ª Região Militar. Após sua exoneração, foi sucedido pelo general Gilberto Arantes Barbosa.
Admitido à Ordem do Mérito Militar em 1992 no grau de Cavaleiro, foi promovido a Oficial em 1996, a Comendador em 1999, a Grande-Oficial em 2003 e a Grã-Cruz em 2007. Em 1997, foi admitido à Ordem do Mérito de Portugal no grau de Grande-Oficial.
Foi também Comandante de Aviação do Exército, Comandante Militar da Minustah e Comandante Militar do Sul, que exerceu entre 15 de agosto de 2007 e 28 de novembro de 2008.. Posteriormente foi designado Secretário de Ensino, Logística, Mobilização, Ciência e Tecnologia (Selom), do Ministério da Defesa.
Em maio de 2009, passou a  Chefe do Estado-Maior de Defesa sendo posteriormente escolhido ministro de estado chefe do Gabinete de Segurança Institucional da Presidência da República pela presidente-eleita Dilma Rousseff em 21 de dezembro de 2010.
Ao tomar posse como novo ministro-chefe do Gabinete de Segurança Institucional, manifestou-se contrário à criação de uma Comissão da Verdade, para apurar violações de direitos humanos ocorridos durante o regime militar, alegando que não se deveria ficar "vendo situações do passado". Também declarou que "se hoje nossos filhos e netos forem estudar em uma escola vai estar lá o 31 de março como um fato histórico. Temos que ver o 31 de março como um dado histórico para a nação, seja com prós e contras, mas como um dado histórico. Da mesma forma os desaparecidos".

## Gabinete de Segurança Institucional da Presidência da República
Em 31 de dezembro de 2014 foi confirmado seu nome para continuar como ministro de Segurança Institucional.
Em 2 de outubro, foi demitido como parte da reforma administrativa promovida pela presidente Dilma.